# Giochi della Lusofonia 2014
I III Giochi della Lusofonia si sono svolti a Goa (India) dal 18 al 29 gennaio 2014.

## Paesi partecipanti
Ai giochi hanno partecipato atleti provenienti da 12 nazioni: Portogallo, Macao, Brasile, Capo Verde, Mozambico, Angola, Timor Est, Guinea Equatoriale, India, Sri Lanka, Guinea-Bissau e São Tomé e Príncipe.

## Sport
Gli atleti hanno gareggiato nei seguenti sport: 
- atletica leggera
- Pallacanestro
- beach volley
- calcio (maschile)
- judo
- tennis tavolo
- taekwondo
- pallavolo
- wushu.

## Medagliere
Paese ospitante
| Posiz. | Nazione             | Oro | Argento | Bronzo | Totale |
| ------ | ------------------- | --- | ------- | ------ | ------ |
| 1      | India               | 37  | 27      | 28     | 92     |
| 2      | Portogallo          | 18  | 20      | 12     | 50     |
| 3      | Macao               | 15  | 9       | 14     | 38     |
| 4      | Sri Lanka           | 7   | 11      | 13     | 31     |
| 5      | Angola              | 5   | 8       | 14     | 27     |
| 6      | Mozambico           | 4   | 4       | 5      | 13     |
| 7      | Brasile             | 2   | 1       | 3      | 6      |
| 8      | Guinea-Bissau       | 2   | 1       | 0      | 3      |
| 9      | Capo Verde          | 1   | 6       | 5      | 12     |
| 10     | São Tomé e Príncipe | 0   | 1       | 0      | 1      |
| 11     | Timor Est           | 0   | 0       | 1      | 1      |
| Totale | Totale              | 91  | 88      | 95     | 274    |